# Dramă

Măștile muzelor Thalia și Melpomene.

Drama este o specie a genului dramatic, caracterizată prin ilustrarea vieții reale prin intermediul unui conflict complex și puternic al personajelor, cu întâmplări și situații tragice, în care eroii au un destin nefericit. Dramele acoperă o mare varietate tematică: socială, istorică, mitologică, psihologică etc. Drama are tendința de a reflecta întreaga complexitate a vieții reale, fiind o specie supusă convențiilor, altfel decât tragedia, folosind atât personajele individualizate, cât și personaje tipice, din care de altfel a evoluat. Drama apelează la un limbaj solemn, ce alternează cu cel familiar, dar poate să recurgă și la resurse lexicale comice. Componenta esențială a acestei specii literare rămâne însă conflictul prin care se conturează personalitatea eroilor dramatici.
Definiție: Drama este o specie a genului dramatic, în versuri sau în proză, caracterizată prin ilustrarea vieții reale printr-un conflict complex și puternic al personajelor individualizate sau tipice, cu întâmplări și situații tragice, în care eroii au un destin nefericit. Drama are o mare varietate tematică: socială, istorică, mitologică, psihologică. Limbajul solemn alternează cu cel familiar, fiind deseori presărat cu elemente comice.
Cuvântul „drama” vine de la grecescul „drama” sau franțuzescul „drame” și înseamnă „acțiune”. Drama este cea mai răspândită specie a genului, fiind mult mai puțin supusă convențiilor și normelor decât tragedia și alternând personajele bine individualizate cu cele tipice. Îmbinarea elementelor tragice cu cele comice a făcut posibilă o altă specie literară, cunoscută sub numele de tragicomedie, în secolul al XVII-lea. Drama s-a manifestat ca specie modernă în secolul al XVIII-lea, prin scriitorii germani Lessing, Schiller și Goethe. În secolul romanticilor, specia a evoluat ca manifestare, deoarece oferea scriitorilor o mai mare libertate de acțiune, de construire a personajelor-model din toate mediile sociale, în care amestecul dintre tragic și comic permite reliefarea autentică a caracterului uman. Victor Hugo este cel care a consacrat drama romantică, teoretizând principalele criterii artistice ale acestei specii în „Prefața” la drama „Cromwell” (1827), care este considerată manifestul literar al romantismului. Fascinația dramei romantice constă în faptul ca „topește în același suflu grotescul și sublimul, teribilul și bufonul, tragedia și comedia” și poate, de aceea, au aderat la această specie numeroși scriitori, în creația cărora un loc important l-a avut drama istorică.
În literatura română, drama istorică este inițiată de Bogdan Petriceicu-Hașdeu, cu piesa în versuri „Răzvan și Vidra” (1867), urmat de Vasile Alecsandri cu „Despot-Vodă” (1879) și de Al. Davila cu piesa „Vlaicu-Vodă”. Un loc aparte îl ocupă Barbu Ștefănescu-Delavrancea cu trilogia istorică a Moldovei: „Apus de soare” (ultimul an de domnie și de viață al gloriosului Ștefan cel Mare), „Viforul” (domnia tiranică a lui Ștefăniță-Vodă) și „Luceafărul” (personalitatea strălucită a lui Petru Rareș) - drame create în anii 1909 - 1910.
Începând cu perioada interbelică apar noi forme ale dramaturgiei în teatrul modern. Drama psihologică de conștiință sau drama de idei (după alți critici) este reprezentată de Camil Petrescu, cel care a introdus în literatura română concepte estetice moderne ca substanțialismul și autenticitatea și a creat intelectualul lucid, însetat de absolut.
Lucian Blaga este creatorul dramei mitologice, prin manifestarea filozofică a miturilor esențiale românești: „Meșterul Manole” care ilustrează mitul estetic al jertfei creatoare și „Zamolxe” care conduce la interpretarea mitului mioritic.
Parabola cu accente dramatice este inițiată de Marin Sorescu, atât în trilogia „Setea muntelui de sare” (1974), cu piesele „Iona”, „Paracliserul” și „Matca”, precum și în dramele istorice, în care Vlad Țepeș. este doar un pretext pentru a caricaturiza tiranul din orice epocă: „A treia țeapă”(1971), „Răceala” (1980).